# قائمة حلقات أبناء نجمتهم المفضلة
أبناء نجمتهم المفضلة (باليابانية: 推しの子، بالروماجي: Oshi no Ko
) هو أنمي تلفزيوني مبني على مانغا يابانية تحمل الإسم نفسه من كتابة اكا اكاساكا ورسوم مينغو يوكوياري، المسلسل من تنفيذ ستوديو دوغا كوبو واخراج دايسوكي هيراماكي، وبتصميم شخصيات كانّا هيراياما، وألحان تاكورو إيغا.

ملصق الموسم الأول من أنمي أبناء نجمتهم المفضلة

الموسم الأول من الأنمي تكون من 11 حلقة مقتبسًا المجلدات الأربعة الاولى من المانغا (الفصول 1-40)، الحلقة الأولى من الأنمي بطول 90 دقيقة عرضت في دور العرض اليابانية يوم 17 مارس 2023 قبل عرض المسلسل تلفزيونيًا من 12 أبريل الى 28 يونيو 2023، في ختام الحلقة 11 أعلن عن حصول الأنمي على موسم ثاني.

الموسم الثاني من الأنمي إقتبس المجلدات 5-8 من المانغا (الفصول 41-80) وعرض تلفزيونيًا بين 3 يوليو و6 أكتوبر عام 2024 متكونًا من 13 حلقة، وإنتهى بالإعلان عن الموسم الثالث.

## نظرة عامة
| الموسم | الحلقات | الحلقات | الأصلي        | الأصلي        |
| الموسم | الحلقات | الحلقات | الأول         | الأخير        |
| ------ | ------- | ------- | ------------- | ------------- |
| 1      | 11      | 11      | 12 أبريل 2023 | 28 يونيو 2023 |
| 2      | 13      | 13      | 3 يوليو 2024  | 6 أكتوبر 2024 |

## الحلقات

### الموسم الأول
| القصة | رقم الحلقة | العنوان                 | العنوان الأصلي                          | المخرج                                                               | لوحة قصصية                                   | إخراج التحريك                          | تاريخ العرض الأصلي |
| ----- | ---------- | ----------------------- | --------------------------------------- | -------------------------------------------------------------------- | -------------------------------------------- | -------------------------------------- | ------------------ |
| 1     | 1          | «أم وأطفال»             | Mother and Children                     | دايسكي هيراماكي تشاو نيكوتومي أسامي ناكاتاني ريوتا إيتو سونغ مين كيم | دايسكي هيراماكي تشاو نيكوتومي أسامي ناكاتاني | كانّا هيراياما                          | 12 أبريل 2023      |
| 2     | 2          | «خيار ثالث»             | 三つ目の選択肢 Mittsume no Sentakushi   | سونغ مين كيم                                                         | كوجي ماسوناري                                | ماهو يوشيكاوا كانّا هيراياما            | 19 أبريل 2023      |
| 3     | 3          | «دراما مقتبسة عن مانغا» | 漫画原作ドラマ Manga Gensaku Dorama     | كوكي أوتشينوميا                                                      | تاكوداي كاكوتشي, كينتا أونيشي                | تومويا أتسومي                          | 26 أبريل 2023      |
| 4     | 4          | «ممثل»                  | 役者 Yakusha                            | كونياسو نيشيدا                                                       | ريوتا إيتو                                   | ميكي ماتسوموتو                         | 3 مايو 2023        |
| 5     | 5          | «عرض المواعدة الواقعي»  | 恋愛リアリティショー Ren'ai Riaritī Shō | سونغ مين كيم                                                         | سونغ مين كيم                                 | كانّا هيراياما                          | 10 مايو 2023       |
| 6     | 6          | «بحث ذاتي»              | エゴサーチ Ego Sāchi                    | كونياسو نيشيدا                                                       | كونياسو نيشيدا                               | تومويا أتسومي, ماجيرو ماساتو كاتسوماتا | 17 مايو 2023       |
| 7     | 7          | «ضجة»                   | バズ Bazu                               | ياسوهيرو إرييه                                                       | ياسوهيرو إرييه                               | ميكي ماتسوموتو                         | 24 مايو 2023       |
| 8     | 8          | «مرة أولى»              | 初めて Hajimete                         | دايسكي هيراماكي                                                      | موي سوزوكي هيرواكي يوشيكاوا                  | موي سوزوكي هيرواكي يوشيكاوا            | 7 يونيو 2023       |
| 9     | 9          | «بي-كوماتشي»            | B小町 B-Komachi                         | كوكي أوتشينوميا سونغ مين كيم دايسكي هيراماكي                         | هيرواكي يوشيكاوا                             | تومويا أتسومي, ماساتو كاتسوماتا ماجيرو | 14 يونيو 2023      |
| 10    | 10         | «ضغط»                   | プレッシャー Puresshā                   | يوجي توكُنو                                                           | يوجي توكُنو                                   | ميكي ماتسوموتو                         | 21 يونيو 2023      |
| 11    | 11         | «آيدول»                 | アイドル Aidoru                         | كونياسو نيشيدا دايسكي هيراماكي                                       | سوميه نورو                                   | كانّا هيراياما                          | 28 يونيو 2023      |

### الموسم الثاني
| القصة | رقم الحلقة | العنوان       | العنوان الأصلي             | المخرج                                         | لوحة قصصية                                     | إخراج التحريك                    | تاريخ العرض الأصلي |
| ----- | ---------- | ------------- | -------------------------- | ---------------------------------------------- | ---------------------------------------------- | -------------------------------- | ------------------ |
| 12    | 1          | «طوكيو بليد»  | 東京ブレイド Tōkyō Bureido | كونياسو نيشينا                                 | كونياسو نيشينا                                 | كانّا هيراياما                    | 3 يوليو 2024       |
| 13    | 2          | «لعبة الهاتف» | 伝言ゲーム Dengon Gēmu     | كازوي كوماتسو                                  | دايسوكي هيراماكي                               | ساتومي واتابي                    | 10 يوليو 2024      |
| 14    | 3          | «إعادة كتابة» | リライティング Riraitingu  | دايسوكي نيشيمورا                               | دايسوكي نيشيمورا                               | هونوكا يوكوياما                  | 17 يوليو 2024      |
| 15    | 4          | «أداء عاطفي»  | 感情演技 Kanjō Engi        | كوكي أوتشنوميا                                 | كوكي أوتشنوميا                                 | هاروكا إنادا                     | 24 يوليو 2024      |
| 16    | 5          | «رفع الستار»  | 開幕 Kaimaku               | كازوما أوغاساوارا                              | ياسوهيرو إيرييه                                | يوتا كيفن كينموتسو كانّا هيراياما | 31 يوليو 2024      |
| 17    | 6          | «نمو»         | 成長 Seichō                | تشاو نيكوتومي                                  | تشاو نيكوتومي                                  | ساتومي واتابي                    | 7 أغسطس 2024       |
| 18    | 7          | «شمس»         | 太陽 Taiyō                 | كونياسو نيشينا                                 | كونياسو نيشينا                                 | هونوكا يوكوياما                  | 14 أغسطس 2024      |
| 19    | 8          | «زناد»        | トリガー Torigā            | تشاو نيكوتومي, كونياسو نيشينا دايسوكي هيراماكي | تشاو نيكوتومي, كونياسو نيشينا دايسوكي هيراماكي | كانّا هيراياما                    | 21 أغسطس 2024      |
| 20    | 9          | «حلم»         | 夢 Yume                    | دايسوكي هيراماكي كازوي كوماتسو                 | دايسوكي هيراماكي كازوي كوماتسو                 | هاروكا إنادا أياكا موروغا        | 28 أغسطس 2024      |
| 21    | 10         | «تحرير»       | カイホウ Kaihō             | دايسوكي نيشيمورا                               | دايسوكي نيشيمورا                               | هونوكا يوكوياما                  | 11 سبتمبر 2024     |
| 22    | 11         | «حرية»        | 自由 Jiyū                  | تاكاشي تاكيوتشي شو كيتامورا                    | ياسوهيرو إيرييه                                | ساتومي واتابي                    | 18 سبتمبر 2024     |
| 23    | 12         | «جمع شمل»     | 再会 Saikai                | كونياسو نيشينا                                 | كونياسو نيشينا                                 | هاروكا إنادا أياكا موروغا        | 25 سبتمبر 2024     |
| 24    | 13         | «أمنية»       | 願い Negai                 | دايسوكي هيراماكي                               | دايسوكي هيراماكي ياسوهيرو إيرييه               | كانّا هيراياما                    | 6 أكتوبر 2024      |